# Сири Хуствет
Сири Хуствет (на английски: Siri Hustvedt) е американска университетска преподавателка, преводачка, поетеса и писателка на произведения в жанра драма и любовен роман.

## Биография и творчество
Сири Хуствет е родена на 19 февруари 1955 г. в Нортфийлд, Минесота, САЩ. Баща ѝ, Лойд Хуствет, е университетски преподавател по скандинавска литература. Майка ѝ Естер Веган емигрира от Норвегия на тридесетгодишна възраст. Има три по-малки сестри. Започва да пише на 13-годишна възраст впечатлена от семейно пътуване до Рейкявик. Завършва гимназия през 1973 г. в Берген, Норвегия. Получава бакалавърска степен по история с отличие от колежа „Свети Олаф“ в Нортфийлд през 1977 г. Работи като барманка в продължение на година и след това следва аспирантура в Колумбийския университет. За да се издържа работи на различни временни места. През 1986 г. получава докторска степен по английска филология с дисертация за Чарлз Дикенс. В колежа пише поезия, която през 1982 г. е издадена в сборника „Reading to You“ (Прочетено за теб).
През 1982 г. се омъжва за писателя Пол Остър. Имат дъщеря, Софи, която е актриса и певица, и пише собствените си текстове.
След завършване на дисертацията започва да пише проза. Два от разказите ѝ са публикувани в литературни списания. Пише белетристика, публикува есета за пресечните точки между философията, психоанализата и невронауката, и за състоянието на визуалното изкуство.
Първият ѝ роман „The Blindfold“ (Завързани очи) е издаден през 1992 г. и е разширена версия на някои от разказите ѝ. През 2000 г. частично е екранизиран във филма „La chambre des magiciennes“, който печели наградата на критиката на Берлинале.
Следващият ѝ роман „Омагьосването на Лили Дал“ (1996) разказва за момиче от ексцентрично градче, което мечтае да бъде известна актриса, а докато репетира се опитва да разкрие мистерия. В романа „Какво обичах“ (2003) изследва психологически теми през призмата на две семейства. В „Мъките на един американец“ (2008) следи нишката на спомените на брат и сестра, когато прочитат дневника на баща им след смъртта му.
Заради книгите си, а и по принцип, тя се впуска в изучаването на неврология, философия, визуално и литературно изкуство и т.н. По тези теми пише документални книги като „Mysteries of the Rectangle: Essays on Painting“ (2005), „The Shaking Woman or A History of My Nerves“ (2009) и др.
През 2015 г. Хуствет е назначена за преподавателка по психиатрия в Института по история на психиатрията „Деуит Уолъс“, към медицинското училище на Корнелския университет.
През 2012 г. е удостоена с Международната награда за мисъл и хуманитарни науки „Габарон“. Удостоена е с отличието „доктор хонорис кауза“ през 2014 г. от университета в Осло, през 2015 г. от университета „Стендал“ в Гренобъл, Франция, а през 2016 г. от Университета „Гутенберг“ в Майнц, Германия. През 2019 г. получава Наградата на принцесата на Астурия в областта на литературата, и Европейската награда за есеистика Шарл Вейон за романа „Memories of the Future“ (Спомени за бъдещето).
Сири Хуствет живее със семейството си в Бруклин, Ню Йорк.

## Произведения

### Самостоятелни романи
- The Blindfold (1992)[1][2]
- The Enchantment of Lily Dahl (1996)
Омагьосването на Лили Дал, изд.: ИК „Колибри“, София (2011), прев. Емилия Л. Масларова
- What I Loved (2003)
Какво обичах, изд.: ИК „Колибри“, София (2006), прев. Здравка Евтимова
- The Sorrows of an American (2008)
Мъките на един американец, изд.: ИК „Колибри“, София (2009), прев. Павел Главусанов
- The Summer Without Men (2011)
Лято без мъже, изд.: ИК „Колибри“, София (2014), прев. Милена Попова
- The Blazing World (2014)
Пламтящият свят, изд.: ИК „Колибри“, София (2017), прев. Милена Попова
- Memories of the Future (2019)

### Сборници
- Reading to You (1982) – поезия[1]

### Документалистика
- Yonder (1998)[1][2]
- Mysteries of the Rectangle: Essays on Painting (2005)
- A Plea for Eros (2005)
- The Shaking Woman, or, a History of My Nerves (2010)
- Margaret Bowland (2011)
- Living, Thinking, Looking (2012)
- A Woman Looking at Men Looking at Women (2016)
- Delusions of Certainty (2017)
- Mothers, Fathers, and Others (2021)

### Екранизации
- 2000 La chambre des magiciennes – ТВ филм, по „The Blindfold“
- 2001 Центърът на света, The Center of the World
- 2006 White Box